# Distretto di Drawsko Pomorskie
Il distretto di Drawsko Pomorskie (in polacco powiat drawski) è un distretto polacco appartenente al voivodato della Pomerania Occidentale.

## Geografia antropica

### Suddivisioni amministrative
Il distretto comprende 6 comuni.
- Comuni urbano-rurali: Czaplinek, Drawsko Pomorskie, Kalisz Pomorski, Złocieniec
- Comuni rurali: Ostrowice, Wierzchowo